# 18461 Seiichikanno
18461 Seiichikanno è un asteroide della fascia principale. Scoperto nel 1995, presenta un'orbita caratterizzata da un semiasse maggiore pari a 2,6496552 UA e da un'eccentricità di 0,1126741, inclinata di 13,74934° rispetto all'eclittica.